# Dekanat Linzgau
Das Dekanat Linzgau ist seit der Dekanatsreform ab dem 1. Januar 2008 eines von 26 Dekanaten in der römisch-katholischen Diözese Freiburg.

## Geschichte
Mit der Dekanatsreform zum 1. Januar 2008 wurde es als eines von 26 Dekanaten des Erzbistums Freiburg errichtet. Sitz des Dekanats Linzgau ist Meersburg. Das Dekanat bildet zusammen mit den Dekanaten Hegau, Konstanz, Sigmaringen-Meßkirch und Zollern die Region Bodensee / Hohenzollern des Erzbistums Freiburg.
Von ursprünglich zehn verringerte sich deren Anzahl bis zum 1. Januar 2015 auf sieben Seelsorgeeinheiten.

## Gliederung
Es gliedert sich in die folgenden sieben Seelsorgeeinheiten:
| Seelsorgeeinheiten    | zugehörige Pfarreien und Filialen |
| --------------------- | --- |
| SE Birnau             | Wallfahrtskirche Mariä Himmelfahrt (Birnau), St. Andreas (Deisendorf) und St. Kosmas und Damian (Nußdorf) |
| SE Deggenhausertal    | Maria Königin (Untersiggingen), St. Georg (Limpach), St. Blasius (Deggenhausen), St. Johann (Oberhomberg), St. Verena (Roggenbeuren) und Hl. Dreikönige (Urnau) |
| SE Markdorf           | St. Nikolaus (Markdorf), St. Jodokus (Bergheim), St. Sigismund (Hepbach) und St. Martin (Ittendorf), St. Georg (Bermatingen) und St. Gangolf (Kluftern) |
| SE Meersburg          | Stadtpfarrkirche Mariä Heimsuchung (Meersburg) mit der Wallfahrtskirche Maria zum Berge Karmel (Baitenhausen), St. Martin (Daisendorf) und St. Peter und Paul (Stetten), St. Martin (Seefelden) mit Maria Königin (Mühlhofen), St. Wolfgang (Oberuhldingen) und St. Qurinius (Unteruhldingen), St. Jodokus (Immenstaad), Mariä Himmelfahrt (Kippenhausen) und St. Johann Baptist (Hagnau); Weitere Kirchen und Kapellen: Kapelle am Friedhof St. Maria Himmelfahrt (Meersburg), Unterstadtkirche St. Johannes der Täufer (Meersburg), St. Karl Borromäus im staatlichen Aufbaugymnasium (Meersburg), St. Nikolaus (Gebhardsweiler), St. Sebastian (Riedetsweiler), St. Marien (Schiggendorf) |
| SE Salem-Heiligenberg | Münsterpfarrei St. Marien (Salem), St. Ulrich (Beuren), Unserer Lieben Frau (Mimmenhausen), St. Peter und Paul (Neufrach) und St. Peter und Paul (Weildorf), St. Martin (Frickingen) und St. Pankratius (Altheim), St. Bartholomäus (Röhrenbach) und St. Maria (Betenbrunn); Weitere Kirchen und Kapellen: St. Maria vom Sieg (Stefansfeld) (Stefansfeld-Kapelle), St. Georg (Grasbeuren), St. Peter und Paul (Leutkirch), St. Maria (Mittelstenweiler), St. Antonius (Oberstenweiler), St. Markus (Neufrach), St. Vitus (Wespach), St. Laurentius (Buggensegel), St. Antonius (Altenbeuren), St. Stephan und St. Ursula (Leustetten)                                                        |
| SE Sipplingen         | St. Martin (Sipplingen), St. Pelagius (Bonndorf), St. Bartholomäus (Hödingen) und St. Peter und Paul (Nesselwangen) |
| SE Überlingen         | Münsterpfarrei St. Nikolaus (Überlingen) und St. Verena (Andelshofen), St. Peter und Paul (Owingen), St. Mauritius (Billafingen) und Unsere Liebe Frau (Lippertsreute); Weitere Kirchen und Kapellen: St. Suso, St. Jodokus (Überlingen), die Franziskanerkirche (Überlingen) und die Kapelle St. Leonhard (Überlingen), St. Verena (Andelshofen), St. Sylvester (Goldbach), Wallfahrtskirche Maria im Stein, St. Maria (Bambergen), St. Georg (Hohenbodman), St. Georg (Heggelbach), St. Wendelin (Ernatsreute) |